# Бенагуазіл
Бенагуазіл, Бенагуасіль (валенс. Benaguasil (офіційна назва), ісп. Benaguacil) — муніципалітет в Іспанії, у складі автономної спільноти Валенсія, у провінції Валенсія. Населення — 11 144 особи (2010).

## Географія
Муніципалітет розташований на відстані близько 280 км на схід від Мадрида, 22 км на північний захід від Валенсії.
На території муніципалітету розташовані такі населені пункти: (дані про населення за 2010 рік)
- Бенагуазіл: 10938 осіб
- Віланова: 29 осіб
- Вальє-дел-Турія: 177 осіб

## Демографія
Динаміка населення (INE ):

## Галерея зображень

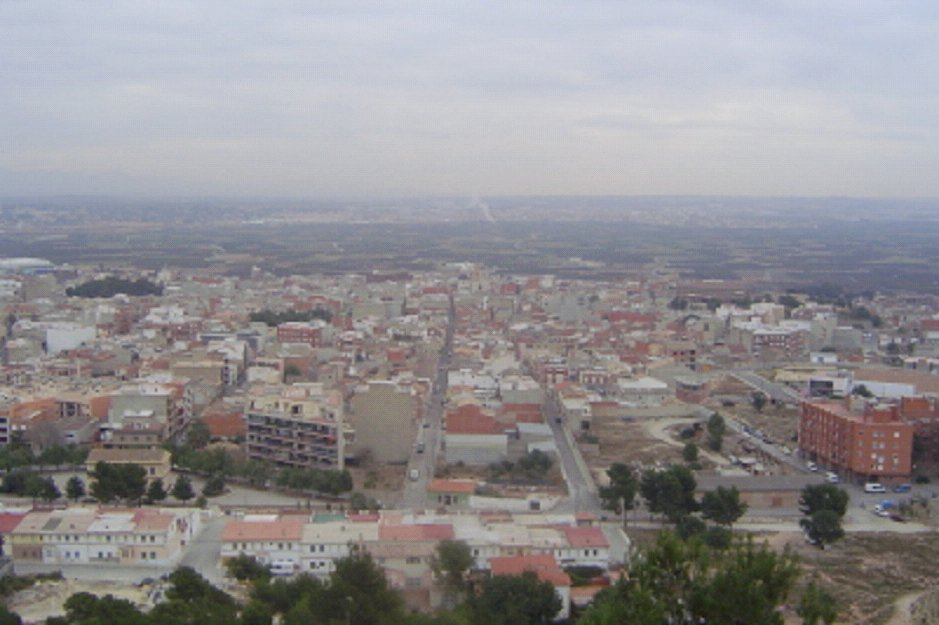
Панорама
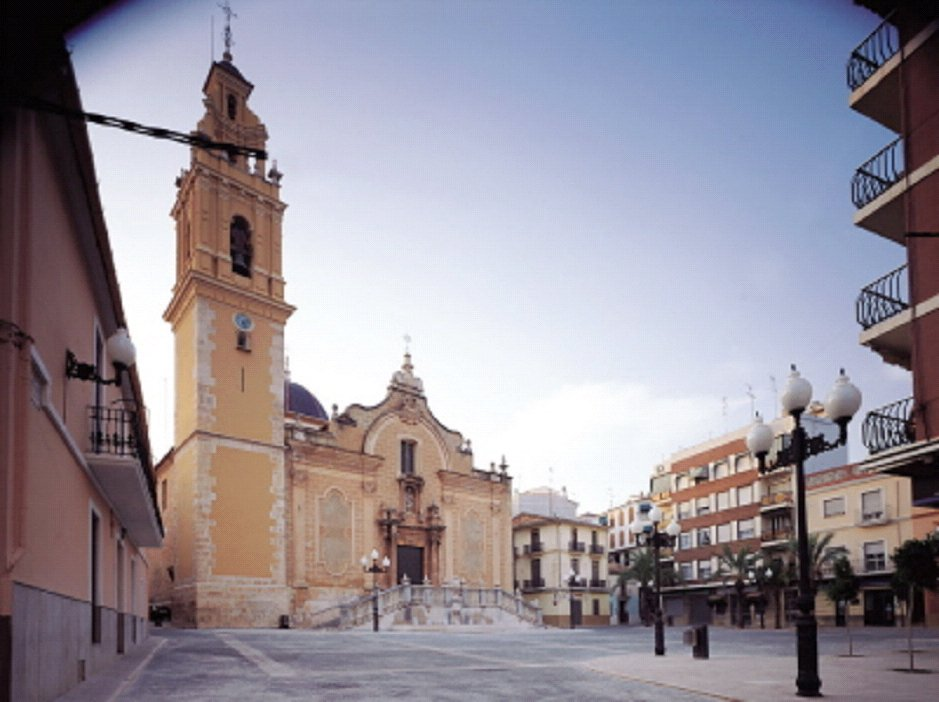
Церква Ла-Асунсьйон
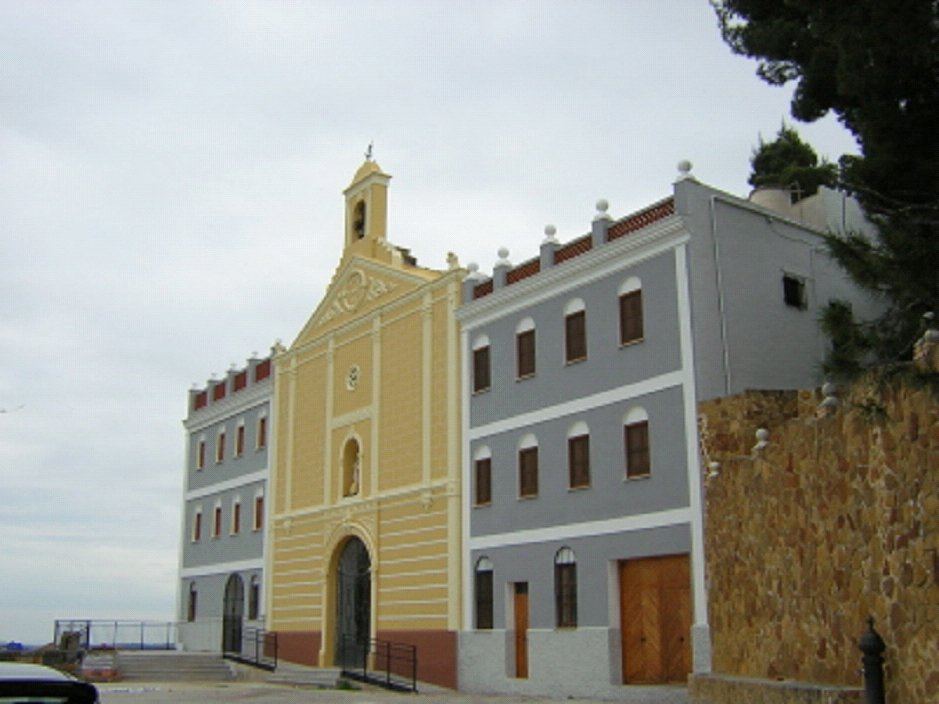
Каплиця Ла-Вірхен-де-Монтьєль